# Яо Мин
Яо Мин (кит. упр. 姚明, пиньинь Yáo Míng, 12 сентября 1980, Шанхай) — китайский баскетболист, спортивный комментатор, президент Китайской баскетбольной ассоциации. Играл за команду «Хьюстон Рокетс» (НБА) на позиции центрового. На момент выступлений в НБА являлся самым высоким игроком в чемпионате с ростом 229 см. Также самый высокий член Зала славы баскетбола. Знаменосец сборной Китая на открытии Олимпиады 2004 в Афинах и Олимпиады 2008 в Пекине.

## Карьера

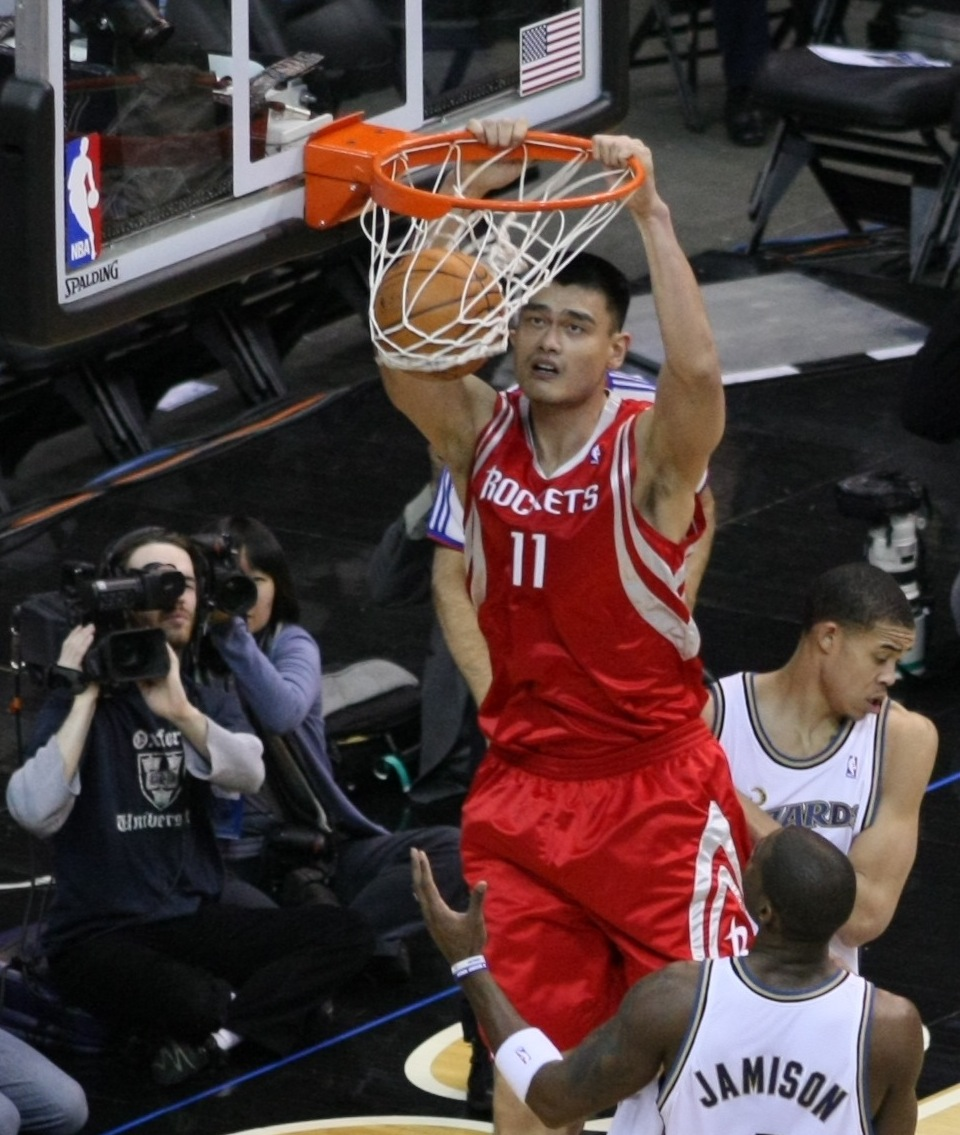
Яо во время игры в 2009 году.

Оба родителя Яо в прошлом профессиональные баскетболисты. Рост его отца Яо Чжиюаня 202 см, а матери Фан Фэнди 190 см, уже в 10 лет рост Яо составлял 165 см.
Яо начал играть за «Шанхай Шаркс» ещё в подростковом возрасте и выступал за эту команду на протяжении 5 лет, в последний год став чемпионом КБА. В 2002 году он был выбран на драфте командой «Хьюстон Рокетс», имевшей право 1-го выбора. До этого лишь 2 китайца играли в этом турнире. С первого же сезона Яо ежегодно участвует в матче всех звёзд. Несмотря на это, «Рокетс» ни разу не добивались каких-либо значительных успехов на стадии плей-офф, а последние три года китайского гиганта мучали травмы. Из-за травм Яо пропустил весь сезон 2009/2010 года и не сыграл на чемпионате мира 2010 года в Турции. В 2016 году Яо Мин был включён в Зал славы баскетбола.
Яо дебютировал в сборной Китая на летних Олимпийских играх 2000 года в Сиднее, и вместе с Ван Чжичжи и Менгке Батыром они составили так называемую «Великую стену». Во время Олимпийских игр 2004 года Яо нёс китайский флаг на церемонии открытия, по его словам он «осуществил свою давнюю мечту». На самих Играх 2004 года в целом команда выступила неудачно, но Яо вошёл в символическую сборную баскетбольного турнира. На чемпионате мира 2006 года Китай дошёл лишь до 1/8 финала.
Его жена Е Ли в прошлом выступала за женскую баскетбольную сборную Китая.
Яо Мин является одним из самых узнаваемых и богатых людей Китая, ряд крупных компаний заключили с ним контракты. О его первых годах в НБА был снят документальный фильм, а сам он в соавторстве написал автобиографию. В июле 2009 года Яо Мин купил свой бывший китайский клуб «Шанхай Шаркс», чтобы помочь ему преодолеть серьёзные финансовые трудности и поднять со дна турнирной таблицы. В данный момент Яо Мин работает также и спортивным комментатором, ведя репортажи с баскетбольных соревнований (в том числе и с баскетбольного турнира Олимпийских игр 2012 года).
В 2017 году Яо Мин был избран президентом Китайской баскетбольной ассоциации (CBA). В том же году клуб «Хьюстон Рокетс» вывел из обращения номер 11, под которым выступал Яо Мин в клубе.

## Популярность вне баскетбола
Лицо смеющегося Яо Мина в 2010-е года стало шаблоном для популярного интернет-мема, символизирующим насмешливое безразличие.

## Статистика

### Статистика в НБА
| Сезон   | Команда | Регулярный сезон | Регулярный сезон | Регулярный сезон | Регулярный сезон | Регулярный сезон | Регулярный сезон | Регулярный сезон | Регулярный сезон | Регулярный сезон | Регулярный сезон | Регулярный сезон | Серия плей-офф | Серия плей-офф | Серия плей-офф | Серия плей-офф | Серия плей-офф | Серия плей-офф | Серия плей-офф | Серия плей-офф | Серия плей-офф | Серия плей-офф | Серия плей-офф |
| Сезон   | Команда | GP               | GS               | MPG              | FG%              | 3P%              | FT%              | RPG              | APG              | SPG              | BPG              | PPG              | GP             | GS             | MPG            | FG%            | 3P%            | FT%            | RPG            | APG            | SPG            | BPG            | PPG            |
| ------- | ------- | ---------------- | ---------------- | ---------------- | ---------------- | ---------------- | ---------------- | ---------------- | ---------------- | ---------------- | ---------------- | ---------------- | -------------- | -------------- | -------------- | -------------- | -------------- | -------------- | -------------- | -------------- | -------------- | -------------- | -------------- |
| 2002/03 | Хьюстон | 82               | 72               | 29,1             | 49,8             | 50,0             | 81,1             | 8,2              | 1,7              | 0,4              | 1,8              | 13,5             | Не участвовал  | Не участвовал  | Не участвовал  | Не участвовал  | Не участвовал  | Не участвовал  | Не участвовал  | Не участвовал  | Не участвовал  | Не участвовал  | Не участвовал  |
| 2003/04 | Хьюстон | 82               | 82               | 32,8             | 52,2             | 0,0              | 80,9             | 9,0              | 1,5              | 0,3              | 1,9              | 17,5             | 5              | 5              | 37,0           | 45,6           | -              | 76,5           | 7,4            | 1,8            | 0,4            | 1,4            | 15,0           |
| 2004/05 | Хьюстон | 80               | 80               | 30,6             | 55,2             | -                | 78,3             | 8,4              | 0,8              | 0,4              | 2,0              | 18,3             | 7              | 7              | 31,4           | 65,5           | -              | 72,7           | 7,7            | 0,7            | 0,3            | 2,7            | 21,4           |
| 2005/06 | Хьюстон | 57               | 57               | 34,2             | 51,9             | 0,0              | 85,3             | 10,2             | 1,5              | 0,5              | 1,6              | 22,3             | Не участвовал  | Не участвовал  | Не участвовал  | Не участвовал  | Не участвовал  | Не участвовал  | Не участвовал  | Не участвовал  | Не участвовал  | Не участвовал  | Не участвовал  |
| 2006/07 | Хьюстон | 48               | 48               | 33,8             | 51,6             | 0,0              | 86,2             | 9,4              | 2,0              | 0,4              | 2,0              | 25,0             | 7              | 7              | 37,2           | 44,0           | -              | 88,0           | 10,3           | 0,9            | 0,1            | 0,7            | 25,1           |
| 2007/08 | Хьюстон | 55               | 55               | 37,2             | 50,7             | 0,0              | 85,0             | 10,8             | 2,3              | 0,5              | 2,0              | 22,0             | Не участвовал  | Не участвовал  | Не участвовал  | Не участвовал  | Не участвовал  | Не участвовал  | Не участвовал  | Не участвовал  | Не участвовал  | Не участвовал  | Не участвовал  |
| 2008/09 | Хьюстон | 77               | 77               | 33,6             | 54,8             | 100,0            | 86,6             | 9,9              | 1,8              | 0,4              | 1,9              | 19,7             | 9              | 9              | 35,8           | 54,5           | -              | 90,2           | 10,9           | 1,0            | 0,4            | 1,2            | 17,1           |
| 2010/11 | Хьюстон | 5                | 5                | 18,1             | 48,6             | -                | 93,8             | 5,4              | 0,8              | 0,0              | 1,6              | 10,2             | Не участвовал  | Не участвовал  | Не участвовал  | Не участвовал  | Не участвовал  | Не участвовал  | Не участвовал  | Не участвовал  | Не участвовал  | Не участвовал  | Не участвовал  |
|         | Всего   | 486              | 476              | 32,6             | 52,4             | 20,0             | 83,3             | 9,2              | 1,6              | 0,4              | 1,9              | 19,0             | 28             | 28             | 35,3           | 51,9           | -              | 83,3           | 9,3            | 1,0            | 0,3            | 1,5            | 19,8           |

### Статистика в КБА
| Сезон   | Команда      | GP  | RPG  | APG | FG%  | FT%  | PPG  |
| ------- | ------------ | --- | ---- | --- | ---- | ---- | ---- |
| 1997/98 | Шанхай Шаркс | 21  | 8,3  | 1,3 | 61,5 | 48,5 | 10,0 |
| 1998/99 | Шанхай Шаркс | 12  | 12,9 | 1,7 | 58,5 | 69,9 | 20,9 |
| 1999/00 | Шанхай Шаркс | 33  | 14,5 | 1,7 | 58,5 | 68,3 | 21,2 |
| 2000/01 | Шанхай Шаркс | 22  | 19,4 | 2,2 | 67,9 | 79,9 | 27,1 |
| 2001/02 | Шанхай Шаркс | 24  | 19,0 | 1,9 | 72,1 | 75,9 | 32,4 |
| Всего   |              | 122 | 15,4 | 1,8 | 65,1 | 72,3 | 23,4 |